# Сад с призраком
«Сад с призраком» (латыш. Dārzs ar spoku) — художественный фильм режиссёра Ольгерта Дункерса, снятый на Рижской киностудии в 1983 году.

## Сюжет
Семейная пара купила небольшой сельский дом у пожилой женщины. После оформления необходимых документов, прежняя хозяйка внезапно умерла, и приезжие горожане вынуждены принять участие в судьбе маленького мальчика, оставшегося после её смерти.
Оказалось, что мать ребёнка — племянница старушки. Она отдала сына на попечение тёти, испугавшись, что тот станет помехой для её нового брака.
Новые жильцы подружились с Албином и полюбили его. Когда стало понятно, что никто из нашедшихся родственников не сможет, в силу разных причин, забрать мальчика, Имант с Линдой принимают решение усыновить ребёнка.

## В ролях
- Мартиньш Квепс — Албинс
- Андис Квепс — Имант
- Аквелина Ливмане — Линда
- Юрис Леяскалнс — Робертсон
- Дзидра Ритенберга — Робертсоне
- Эугения Шулгайте — старушка (озвучивала Светлана Коновалова)
- Ласма Мурниеце — мать Албина
- Петерис Лиепиньш — Растауриньш
- Харий Мисиньш — дедушка (озвучивал Валентин Брылеев)
- Леонс Криванс — режиссёр
- Байба Индриксоне — Мирдза
- Эгонс Майсакс — Зигфрид
- Антра Лиедскалныня — сценаристка
- Петерис Луцис — коллега
- Ласма Мурниеце-Кугрена — парикмахерша